# Katie Couric
Katherine Anne „Katie” Couric (Arlington megye, 1957. január 7. –) amerikai újságíró, műsorvezető, producer és szerző. A Katie Couric Media cég alapítója. Emellett napi szinten hírlevelet ad ki, Wake Up Call címmel. 2013 és 2017 között a Yahoo Global News műsorvezetője volt. Couric az Egyesült Államok mindhárom nagy televíziós csatornájánál műsorvezető volt, karrierje kezdetén pedig a CNN szerkesztőjeként dolgozott. 1989 és 2006 között az NBC News, 2006 és 2011 között a CBS News, 2011 és 2014 között pedig az ABC News munkatársa volt. 2021-ben a Jeopardy! című vetélkedő vendég-műsorvezetőjeként tűnt fel. A műsor történetében ő volt az első nő, aki a show amerikai változatának házigazdája volt.
A televíziós hírműsorokban betöltött szerepe mellett 2012. szeptember 10-től 2014. június 9-ig a Disney-ABC Domestic Television által gyártott Katie című műsor házigazdája volt. Ő volt a Today társ-műsorvezetője, a CBS Evening News műsorvezetője és a 60 Minutes tudósítója. Couric 2011-ben megjelent The Best Advice I Ever Got: Lessons from Extraordinary Liv című könyve a The New York Times bestsellere volt. 2004-ben bekerült a Television Hall of Fame-be.

## Élete
Katherine Anne Couric Arlingtonban (Virginia állam) született. Szülei Elinor Tullie (születési nevén Hene) és John Martin Couric, Jr. voltak. Anyja zsidó származású volt, majd a presbiteriánus hitre tért át. Couric ebben a hitben nevelkedett.
Tanulmányait a következő iskolákban végezte: Jamestown Elementary, Williamsburg Middle School és Yorktown High School. Az iskolában pompomlány volt. Gyakornok volt a WAVA-FM hírrádiónál. Tanulmányait a Virginiai Egyetemen folytatta 1975-ben.

## Magánélete
Couric 1989-ben ment hozzá John Paul „Jay” Monahan III ügyvédhez. Első lányuk, Elinor Tully „Ellie” Monahan 1991. július 23-án született Washingtonban; második lányuk, Caroline „Carrie” 1996. január 5-én született New Yorkban. Férje 1998-ban, 42 éves korában vastagbélrákban hunyt el. Couric ezután a vastagbélrák elleni küzdelem szóvivője lett. 2000 márciusában adás közben vastagbéltükrözésen esett át, és a 2003-ban megjelent Archives of Internal Medicine című szaklap elemzésében sokakat inspirált arra, hogy szintén vizsgáltassák meg magukat.

## Bibliográfia
- The Brand New Kid. New York: Doubleday (2000. április 28.). ISBN 978-0385500302
- The Blue Ribbon Day. New York: Doubleday (2004. április 28.). ISBN 978-0385512923
- The Best Advice I Ever Got: Lessons From Extraordinary Lives. New York: Random House (2011. április 28.). ISBN 978-0812992779
- Going There. New York: Little, Brown and Company (2021. április 28.). ISBN 978-0316535861